# Tanchoi
Tanchoi (russisch Танхо́й) ist eine Siedlung städtischen Typs in der Republik Burjatien (Russland) mit 964 Einwohnern (Stand 14. Oktober 2010).

## Geographie

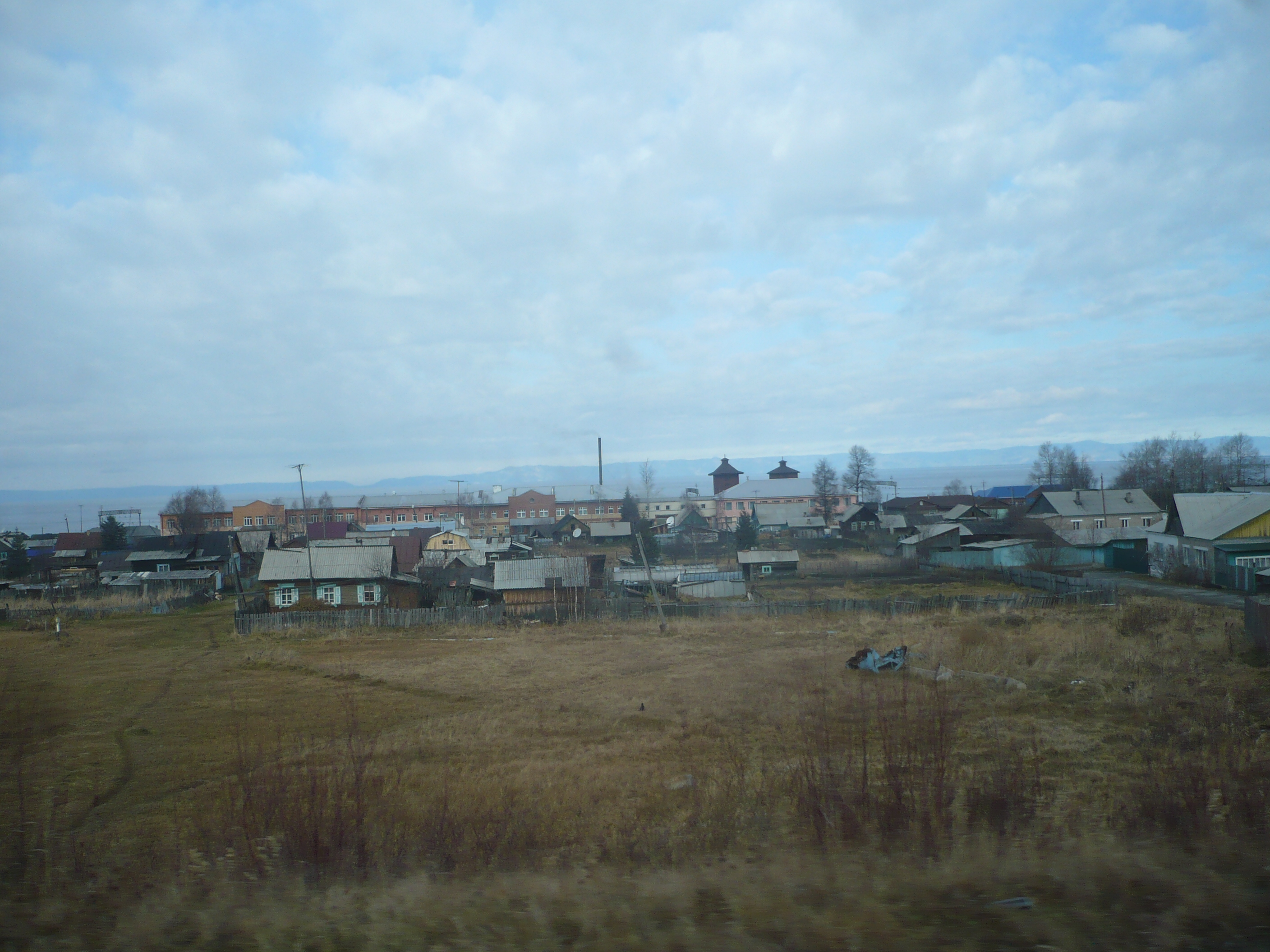
Blick auf Tanchoi und den Baikalsee von der M55 aus

Der Ort liegt etwa 175 km Luftlinie westlich der Republikhauptstadt Ulan-Ude am Südostufer des Baikalsees. Südlich erhebt sich das Chamar-Daban-Gebirge auf mehr als 2000 m. Unmittelbar westlich von Tanchoi mündet das Flüsschen Ossinowka in den See, etwa 4 km östlich die Perejomnaja.
Tanchoi gehört zum Rajon Kabanski und ist von dessen Verwaltungssitz Kabansk etwa 120 km in südwestlicher Richtung entfernt. Es ist Sitz der Stadtgemeinde Tanchoiskoje gorodskoje posselenije, zu der neben der Tanchoi noch die Siedlungen Priboi und Retschka Mischicha sowie bei den Bahnstationen Kedrowaja, Mischicha und Perejomnaja gehören.

## Geschichte
Der Ort entstand im Zusammenhang mit dem Bau der Baikalbahn ab 1902, dem letzten Teilstück der Transsibirischen Eisenbahn, das den Baikalsee im Süden umgehen und die zuvor bestehende Fährverbindung zwischen Port Baikal und Myssowsk (heute Babuschkin) ersetzen sollte. Die Strecke mit der Station Tanchoi wurde 1904 eröffnet. Die Stationssiedlung wuchs schnell und erhielt 1934 den Status einer Siedlung städtischen Typs, verlor aber ab den 1950er-Jahren an Bedeutung.

### Bevölkerungsentwicklung
| Jahr | Einwohner |
| ---- | --------- |
| 1939 | 4034      |
| 1959 | 2711      |
| 1970 | 1311      |
| 1979 | 1052      |
| 1989 | 1127      |
| 2002 | 1047      |
| 2010 | 964       |

Anmerkung: Volkszählungsdaten

## Verkehr
Tanchoi liegt an der Transsibirischen Eisenbahn bei Streckenkilometer 5420 ab Moskau. Südlich wird der Ort von der Fernstraße M55 umgangen, die Irkutsk mit Tschita verbindet und Teil der transkontinentalen Straßenverbindung ist.